# جون س. مارتن
جون س. مارتن (بالإنجليزية: John C. Martin) هو كبير الإداريين التنفيذيين أمريكي، ولد في 1951 في إيستون في الولايات المتحدة، وتوفي في 30 مارس 2021.